# Parafia Podwyższenia Krzyża Świętego w Słoneczniku
Parafia Podwyższenia Krzyża Świętego w Słoneczniku – parafia rzymskokatolicka w diecezji elbląskiej. Erygowana w 1342 roku, reerygowana 5 kwietnia 1962 roku przez administratora warmińskiego Tomasza Wilczyńskiego.
Na obszarze parafii leżą miejscowości: Słonecznik, Wenecja, Bartężek, Bożęcin, Prośno. Tereny te znajdują się w gminie Morąg, w powiecie ostródzkim w województwie warmińsko-mazurskim. 
Kościół parafialny w Słoneczniku został wybudowany w 1735 roku.